# Джузупбеков, Узур Даниярович
Узур Джузупбеков Даниярбекович (12 апреля 1996, Бишкек, Кыргызстан) — киргизский борец греко-римского стиля, бронзовый призёр летних олимпийских игр 2024 года, чемпион Азии и призёр чемпионатов Азии, призёр Азиатских игр, многократный чемпион Кыргызстана. Участник Олимпийских игр в Токио. Мастер спорта международного класса Кыргызстана.

## Биография
Узур Джузупбеков самый старший среди братьев. Родился в 1996 году в Бишкеке. В 2016 году стал бронзовым призёром чемпионата Азии. В 2017 году стал серебряным призёром Игр исламской солидарности и Азиатских игр по боевым искусствам и состязаниям в помещении, но на чемпионате мира занял лишь 19-е место. В 2018 году стал бронзовым призёром чемпионата Азии и бронзовым призёром Азиатских игр. В 2019 году в китайском Сиане победил на чемпионате Азии. В апреле 2021 года на азиатском отборочном турнире в Алма-Ате завоевал лицензию на Олимпийские игры в Токио. На Олимпийских играх провёл две схватки, в 1/8 уступил армянину Артуру Алексаняну, а в утешительной схватке финну Арви Саволайнену.
На летних Олимпийских играх 2024 года в Париже, в весовой категории до 97 кг стал обладателем бронзовой медали. В схватке за третье место победил египетского спортсмена Мохамеда Али Габра.